# Sungai Melimbai
Sungai Melimbai – rzeka na Borneo. Płynie przez mukim Labu w dystrykcie Temburong w Brunei. Uchodzi do Aloh Besar wpadającego do Zatoki Brunei, będącej częścią Morza Południowochińskiego.
Rzeka stanowi szeroki, pływowy dopływ o brzegach porośniętych lasem mangrowym. Rejon ten objęty jest ochroną w ramach Labu Forest Reserve.